# Trinity (Slot)
Trinity è il terzo album del gruppo musicale nu metal russo Slot. Il disco è stato realizzato nel 2007 e pubblicato dalla M2BA. Dall'album sono stati estratti tre singoli: Мёртвые Звёзды (Dead Stars), Тринити (Trinity) e Они убили Кенни (They Killed Kenny). Sono stati anche prodotti due video musicali, per i brani Dead Stars e They Killed Kenny.

## Tracce
1. Мертвые Звезды (Dead Stars) - 03:00
2. Доска (The Board) - 03:16
3. Улица роз (Rose Street) - 04:21
4. God & Devil Inc. - 04:17
5. Ave Maria - 03:38
6. Тринити (Trinity) - 03:24
7. Они Убили Кенни (They Killed Kenny) - 03:44
8. Кома (Coma) - 04.08
9. До Десяти... (Till Ten...) - 03.22
10. От Заката до Рассвета (In the Lie) - 03.09
11. Над Пропастью во Лжи (From Dusk Till Dawn) - 03.27
12. Страх, Боль и Слёзы... (Fear, Pain, Tears...) - 02.33
13. Тик (Tick) - 04.42